# Walter Landauer (editore)
Walter Landauer (Berlino, 31 agosto 1902 – Campo di concentramento di Bergen-Belsen, 20 dicembre 1944) è stato un editore tedesco.

## Biografia
Walter Landauer studiò a Francoforte sul Meno insieme a Fritz H. Landshoff e Hermann Kesten e dal 1927 lavorò per la Gustav-Kiepenheuer-Verlag, una casa editrice di Berlino di cui Landshoff era da poco tempo diventato socio e per la quale aveva lavorato anche Kesten.
Dopo la presa del potere da parte dei nazisti in Germania nel 1933, tre quarti del catalogo della Gustav-Kiepenheuer-Verlag fu bandito dalle nuove autorità governative e i tre lasciarono la casa editrice. Landauer emigrò dapprima in Austria e in Svizzera, cercando nel contempo lavoro presso diverse case editrici; ottenne finalmente lavoro nell'autunno del 1933 ad Amsterdam presso la casa editrice Allert de Lange come dirigente della divisione dei testi in lingua tedesca. 
Come la Querido Verlag, altra casa editrice di ad Amsterdam dove lavorò Landshoff, la Allert de Lange fu una casa editrice di testi della Exilliteratur di maggior successo; nel periodo dal 1933 al 1940 furono pubblicate novanta opere in lingua tedesca, a cominciare da quelle di Georg Hermann, il primo autore pubblicato da Landauer, e di Joseph Roth. La Allert de Lange sovvenzionava gli autori, di solito profughi con scarse risorse economiche, con uno stipendio mensile di 300 fiorini durante la scrittura dell'opera. Per esempio Landauer procurò un contratto a Irmgard Keun, desiderosa di lasciare la Germania, accogliendola a Ostenda con delle orchidee in segno di benvenuto.
Dopo l'invasione tedesca dei Paesi Bassi nel maggio 1940, la sezione di lingua tedesca della casa editrice fu chiusa e per Landauer, di ascendenze ebraiche, iniziò un periodo di clandestinità nei Paesi Bassi. Un tentativo di Thomas Mann di aiutare Landauer a fuggire negli Stati Uniti fallì. Walter Landauer fu infine arrestato nel 1943 e deportato. Morì di stenti nel dicembre 1944 nel Campo di concentramento di Bergen-Belsen.